# Zimbabwe nos Jogos Olímpicos de Verão de 2024
Zimbabwe participou dos Jogos Olímpicos de Verão de 2024, realizados em Paris, na França. Foi a 15.ª aparição do país nos Jogos Olímpicos de Verão desde a estreia como Rodésia em Amsterdã 1928.
Foi representado por sete atletas que competiram no atletismo, remo e natação, mas nenhum conquistou medalhas.

## Competidores
Esta foi a participação por modalidade nesta edição:
| Esporte   | Masculino | Feminino | Total |
| --------- | --------- | -------- | ----- |
| Atletismo | 3         | 1        | 4     |
| Natação   | 1         | 1        | 2     |
| Remo      | 1         | 0        | 1     |
| Total     | 5         | 2        | 7     |

## Desempenho

### Atletismo
- Q = Qualificado para a próxima fase
- q = Qualificado para a próxima fase como o perdedor mais rápido ou, em eventos de campo, pela posição sem atingir o alvo para qualificação
- N/A = Fase não aplicável para o evento
- Bye = Atleta não precisou disputar aquela fase

Masculino
Eventos de pista e estrada
| Atleta                | Evento   | Baterias | Baterias | Repescagem | Repescagem | Semifinal | Semifinal | Final   | Final | Ref.  |
| Atleta                | Evento   | Tempo    | Pos.     | Tempo      | Pos.       | Tempo     | Pos.      | Tempo   | Pos.  | Ref.  |
| --------------------- | -------- | -------- | -------- | ---------- | ---------- | --------- | --------- | ------- | ----- | ----- |
| Makanakaishe Charamba | 200 m    | 20.27    | 2 Q      | Bye        | Bye        | 20.31     | 3 q       | 20.53   | 8     | [ 5 ] |
| Tapiwanashe Makarawu  | 200 m    | 20.07    | 2 Q      | Bye        | Bye        | 20.16     | 3 q       | 20.10   | 6     | [ 6 ] |
| Isaac Mpofu           | Maratona | N/A      | N/A      | N/A        | N/A        | N/A       | N/A       | 2:10:09 | 19    | [ 7 ] |

Feminino
Eventos de estrada
| Atleta          | Evento   | Final | Final | Ref.  |
| Atleta          | Evento   | Tempo | Pos.  | Ref.  |
| --------------- | -------- | ----- | ----- | ----- |
| Rutendo Nyahora | Maratona | DNF   | DNF   | [ 8 ] |

### Natação
Masculino
| Atleta             | Evento       | Eliminatórias | Eliminatórias | Semifinal   | Semifinal   | Final       | Final       | Ref.  |
| Atleta             | Evento       | Tempo         | Pos.          | Tempo       | Pos.        | Tempo       | Pos.        | Ref.  |
| ------------------ | ------------ | ------------- | ------------- | ----------- | ----------- | ----------- | ----------- | ----- |
| Denilson Cyprianos | 200 m costas | 2:01.91       | 28            | Não avançou | Não avançou | Não avançou | Não avançou | [ 9 ] |

Feminino
| Atleta                   | Evento      | Eliminatórias | Eliminatórias | Semifinal   | Semifinal   | Final       | Final       | Ref.   |
| Atleta                   | Evento      | Tempo         | Pos.          | Tempo       | Pos.        | Tempo       | Pos.        | Ref.   |
| ------------------------ | ----------- | ------------- | ------------- | ----------- | ----------- | ----------- | ----------- | ------ |
| Paige van der Westhuizen | 100 m livre | 58.19         | 25            | Não avançou | Não avançou | Não avançou | Não avançou | [ 10 ] |

### Remo
Masculino
| Atleta      | Evento        | Baterias | Baterias | Repescagem | Repescagem | Quartas | Quartas | Semifinais | Semifinais | Final   | Final | Ref.   |
| Atleta      | Evento        | Tempo    | Pos.     | Tempo      | Pos.       | Tempo   | Pos.    | Tempo      | Pos.       | Tempo   | Pos.  | Ref.   |
| ----------- | ------------- | -------- | -------- | ---------- | ---------- | ------- | ------- | ---------- | ---------- | ------- | ----- | ------ |
| Stephen Cox | Skiff simples | 7:11.98  | 4 R      | 7:22.45    | 4 SE/F     | Bye     | Bye     | 7:36.59    | 2 FE       | 7:09.34 | 29    | [ 11 ] |

Legenda: FA = Final A (disputa de medalha); FB = Final B (sem disputa de medalha); FC = Final C (sem disputa de medalha); FD = Final D (sem disputa de medalha); FE = Final E (sem disputa de medalha); FF = Final F (sem disputa de medalha); SA/B = Semifinais A/B; SC/D = Semifinais C/D; SE/F = Semifinais E/F; QF = Quartas; R = Repescagem